# قطار السكك الحديدية

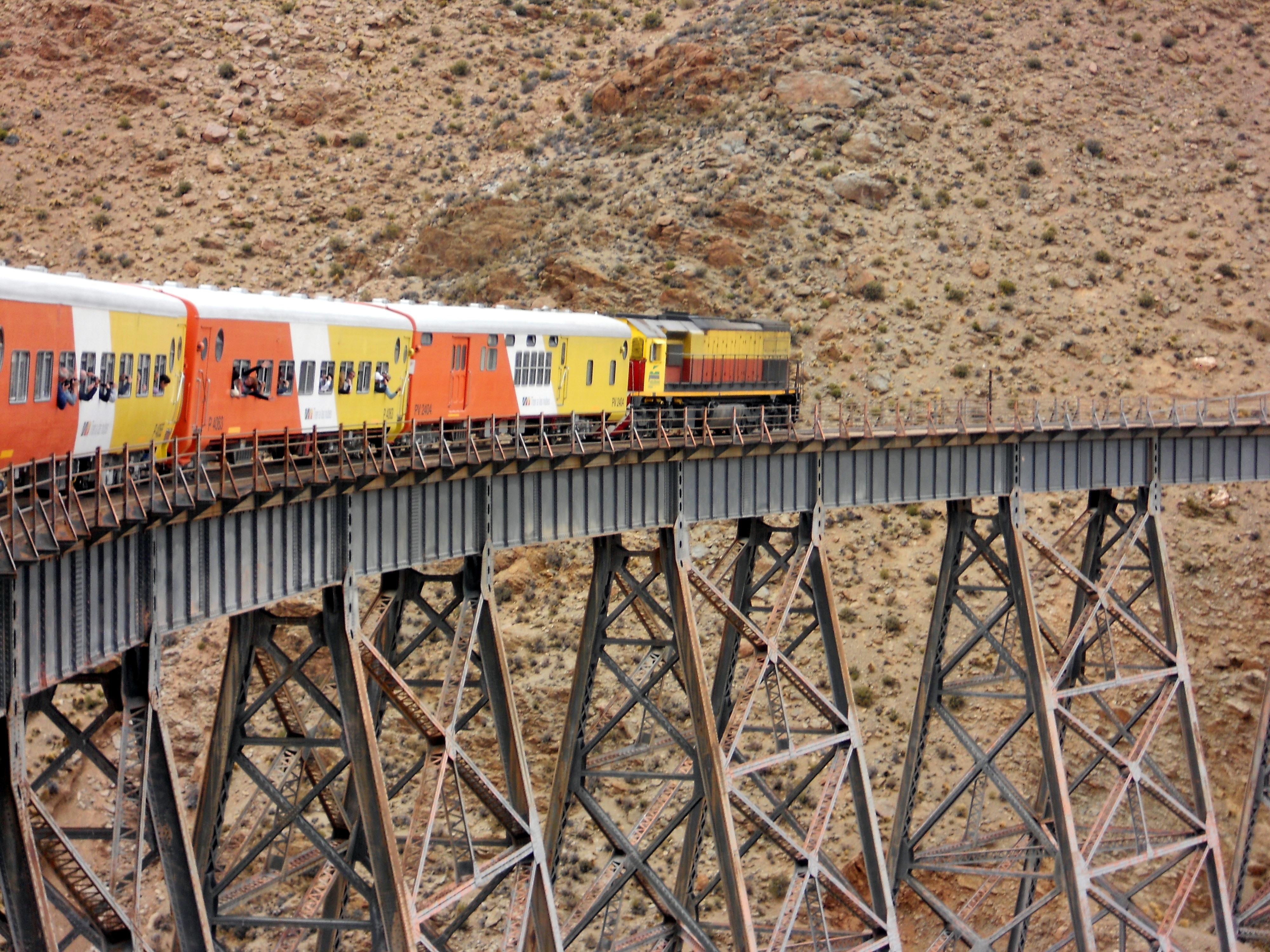
قطار سكك حديدية في الأرجنتين

قطار السكك الحديدية هو وسيلة نقل (قطار) على سكة حديد يستخدم لنقل المسافرين والبضائع. يعد قطار السكة الحديد أحد وسائل النقل بالسكك الحديدية.
يعود تاريخ قطار السكة الحديد إلى القرن التاسع عشر.